# Pyramide von Elephantine
Die Pyramide von Elephantine gehört zusammen mit den Pyramiden in Edfu-Süd, El-Kula, Ombos, Saujet el-Meitin, Seila und Sinki zu einer Gruppe von insgesamt sieben sehr ähnlichen kleinen Stufenpyramiden, die alle fernab der großen Zentren Ägyptens errichtet wurden und über die sehr wenig bekannt ist. Sie befindet sich im Nordwest-Teil der aus dem Alten Reich stammenden Stadt im Süden der Nil-Insel Elephantine. Entdeckt wurde das Bauwerk bereits 1907, es konnte jedoch erst nach erneuten Grabungen durch das Deutsche Archäologische Institut 1978/79 als Pyramide identifiziert werden.

## Daten
Die Pyramide hatte ursprünglich drei Stufen und erreicht heute noch eine Höhe von 5,10 Meter; die ursprüngliche Höhe betrug entweder 20 oder 24 Ellen (zwischen 10,46 und 12,55 Meter). Um den unregelmäßigen Boden auszugleichen, wurde sie auf einer Plattform mit einer Seitenlänge von 23,70 Meter errichtet. Die Seitenlänge der eigentlichen Pyramide beträgt 18,46 Meter. Die Ausrichtung des Bauwerks nach Norden weicht um etwa 17° nach Nordwesten ab. Diese Abweichung stimmt mit dem Verlauf des westlichen Nilufers der Insel überein. Die Pyramide besteht aus einem Kernbau, der von zwei Schalen mit einer Dicke von je vier Ellen umgeben ist. Als Baumaterial diente Rosengranit von lokaler Herkunft. Der Unterbau besteht aus grob behauenen Blöcken, die mit einer Mischung aus Nilschlamm und Sand vermörtelt sind. Für die eigentliche Pyramide wurden unbehauene Granitrohlinge verwendet. Als Bindemittel diente hier ein besonders harter Lehmmörtel. Ein Kammersystem ist nicht vorhanden. An der Nordseite des Bauwerks befindet sich ein fast bis zur Mitte reichender Schnitt, der 1909 von französischen Ausgräbern unter der Leitung von Henri Gauthier angelegt wurde.

## Frühere Fehlinterpretationen
Bei ihrer Entdeckung im Jahr 1907 wurden die Überreste der Pyramide zunächst für einen Teil der Stadtmauer gehalten. Scheinbar bestätigt wurde diese Interpretation durch den Fund eines Granitkegels nahe der Pyramide, der eine Inschrift des Pharaos Huni trägt und ihn als Gründer einer Festung (nach neuerer Lesung als Gründer eines Palastes) bezeichnet. Eine andere Interpretation hielt den Bau für die Überreste eines vermeintlichen JHWH-Tempels. Herbert Ricke schließlich sah darin den Unterbau für einen königlichen Wohnpavillon. Erst die Grabungen von Günter Dreyer 1978/79 konnten eindeutig zeigen, dass es sich um eine Pyramide handelt.

## Erbauung und Funktion
Erbauer und Funktion der Pyramide sind unbekannt. Günter Dreyer und Werner Kaiser halten sie, sowie die anderen oben genannten Pyramiden für ein zusammenhängendes Bauprojekt von Huni, dem letzten Herrscher der 3. Dynastie. Diese Annahme beruht allerdings nur auf der Annahme, der oben erwähnte Granitkegel würde in direktem Zusammenhang zur Pyramide von Elephantine stehen. Der polnische Ägyptologe Andrzej Ćwiek hat daran Zweifel geäußert, da der Text auf dem Kegel sich auf einen Palast und nicht auf eine Pyramide bezieht. Sollte der Kegel überhaupt jemals Bestandteil der Pyramide gewesen sein, dann wäre er seiner Meinung nach lediglich als Baumaterial wiederverwendet worden. Funde aus Seila veranlassten Čwiek, Hunis Nachfolger Snofru (um 2670–2620 v. Chr.), den Begründer der 4. Dynastie, als Erbauer aller sieben oben genannten Pyramiden anzusehen. Die Spekulationen über die Funktion dieser Bauwerke reichen von einer Repräsentationsstätte des Königs über eine Darstellung des Urhügels oder ein Symbol der politischen und religiösen Einheit des Landes bis hin zu Kenotaphen der königlichen Gemahlinnen.